# Alfa Romeo 1900
El Alfa Romeo 1900 es un automóvil producido por el fabricante de automóviles italiano Alfa Romeo entre 1950 y 1959. Diseñado por Orazio Satta, fue un desarrollo importante para Alfa Romeo al convertirse en el primer automóvil de la marca construido completamente en una línea de montaje y el primer automóvil de producción en serie de la firma sin un chasis separado. También fue el primer Alfa Romeo ofrecido opcionalmente con el volante para conducir por la izquierda. El coche se presentó en el Salón del Automóvil de París de 1950.

## 1900 Berlina y Sprint
El 1900 se ofreció en modelos de dos o cuatro puertas, con un nuevo motor de cuatro cilindros, 1.884 cc (diámetro 82,55 mm (3,3 plg), carrera 88 mm (3,5 plg) ), 90 HP (67 kW) y doble árbol de levas en cabeza. Era espacioso y sencillo, pero rápido y deportivo. El eslogan que utilizó Alfa al venderlo fue "El automóvil familiar que gana carreras", aludiendo poco sutilmente al éxito del automóvil en la Targa Florio, la Stella Alpina y en otras competiciones. En 1951, se introdujo la versión 1900C de distancia entre ejes corta ("C" de corto en italiano). Tenía una distancia entre ejes de 2500 mm (98,4 plg). En el mismo año se introdujo el 1900 TI, con una potencia de 100 HP (75 kW), válvulas más grandes, una relación de compresión más alta y equipado con un carburador doble. Dos años más tarde, el 1900 Super y el 1900 TI Super (también 1900 Super Sprint) recibieron motores de 1975 cc (el diámetro se aumentó a 84,5 mm (3,3 plg) y la carrera permaneció sin cambios). El TI Super tenía dos carburadores dobles y 115 HP (86 kW) de potencia. La transmisión era manual de 4 velocidades en las versiones básicas y manual de 5 velocidades en la versión Super Sprint, y los frenos eran de tambor. El 1900 tenía suspensión delantera independiente (doble horquilla, resortes helicoidales y amortiguadores telescópicos hidráulicos) y un eje trasero vivo.
La producción en la planta de Milán de la compañía continuó hasta 1959: se construyeron un total de 21.304 unidades, siendo 17.390 de ellas berlinas.
El chasis se diseñó específicamente para permitir que los carroceros lo modificaran, siendo el ejemplo más notable el cupé 1900 Super Sprint diseñado por Zagato, con un motor mejorado y un diseño de carrocería personalizado. El Alfa Romeo 1900M AR51 (o "Matta") era un vehículo todoterreno con tracción en las cuatro ruedas basado en la serie 1900.

## Versiones para carroceros
Iginio Alessio, entonces director general de Alfa Romeo, estaba preocupado por la viabilidad de las industrias de carrocería independientes en Italia: la llegada del diseño de chasis monocasco amenazaba con sacar a los carroceros del negocio. Alessio también era amigo personal de Gaetano Ponzoni, copropietario de Carrozzeria Touring Superleggera, lo que propició que entre 1951 y 1958 Alfa Romeo construyera cinco variaciones diferentes del chasis monocasco del 1900 específicamente para carroceros independientes.
Alfa Romeo contrató oficialmente a Touring para construir el cupé deportivo Sprint 1900 y a Pininfarina para construir un elegante Cabriolet y Cupé de cuatro asientos. La disponibilidad de un chasis adecuado llevó a muchos otros carroceros a construir versiones del 1900.

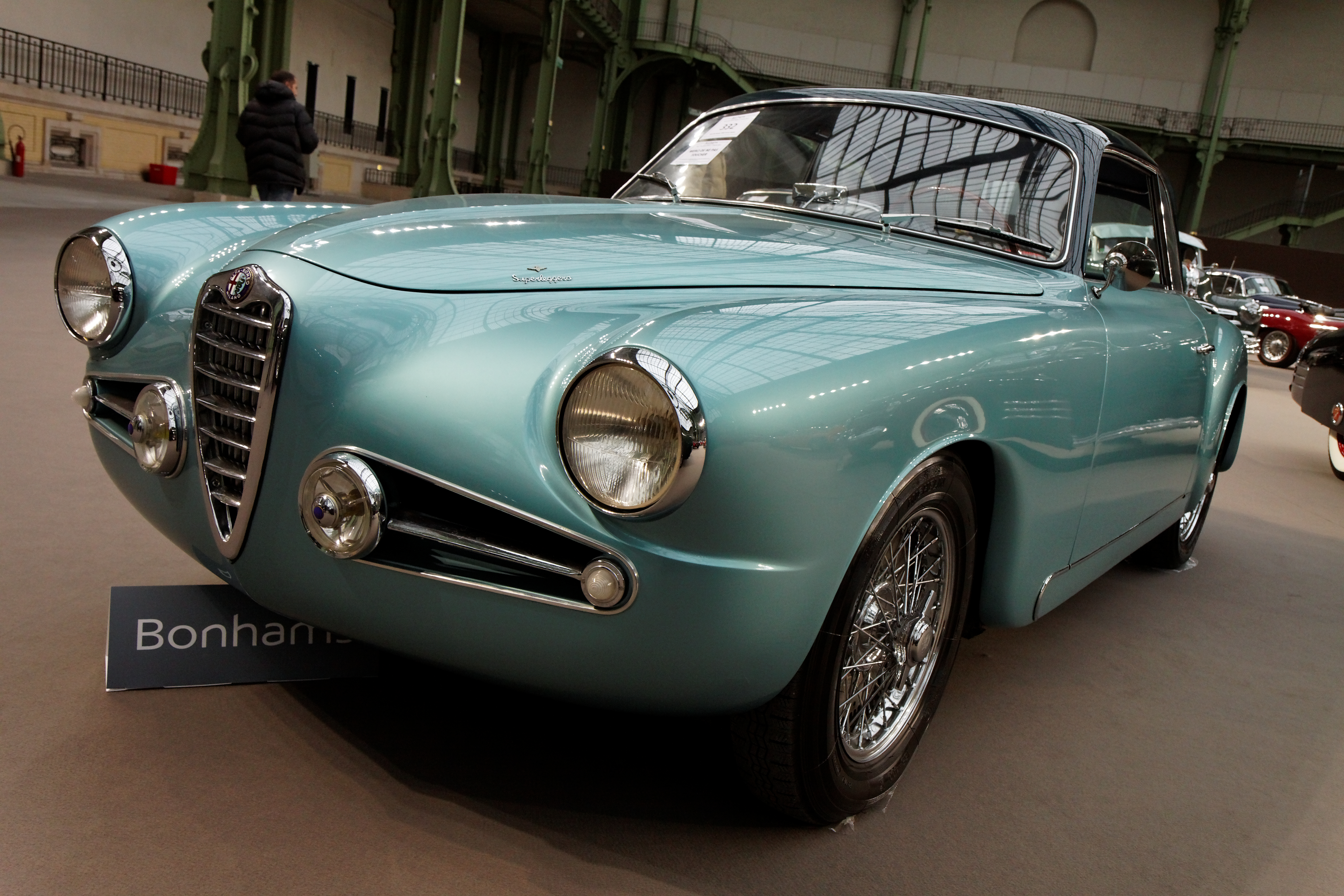
Exposición de los 110 Años del Automóvil en el Grand Palais - 1900C Serie 2 Sprint Cupé - 1954-003

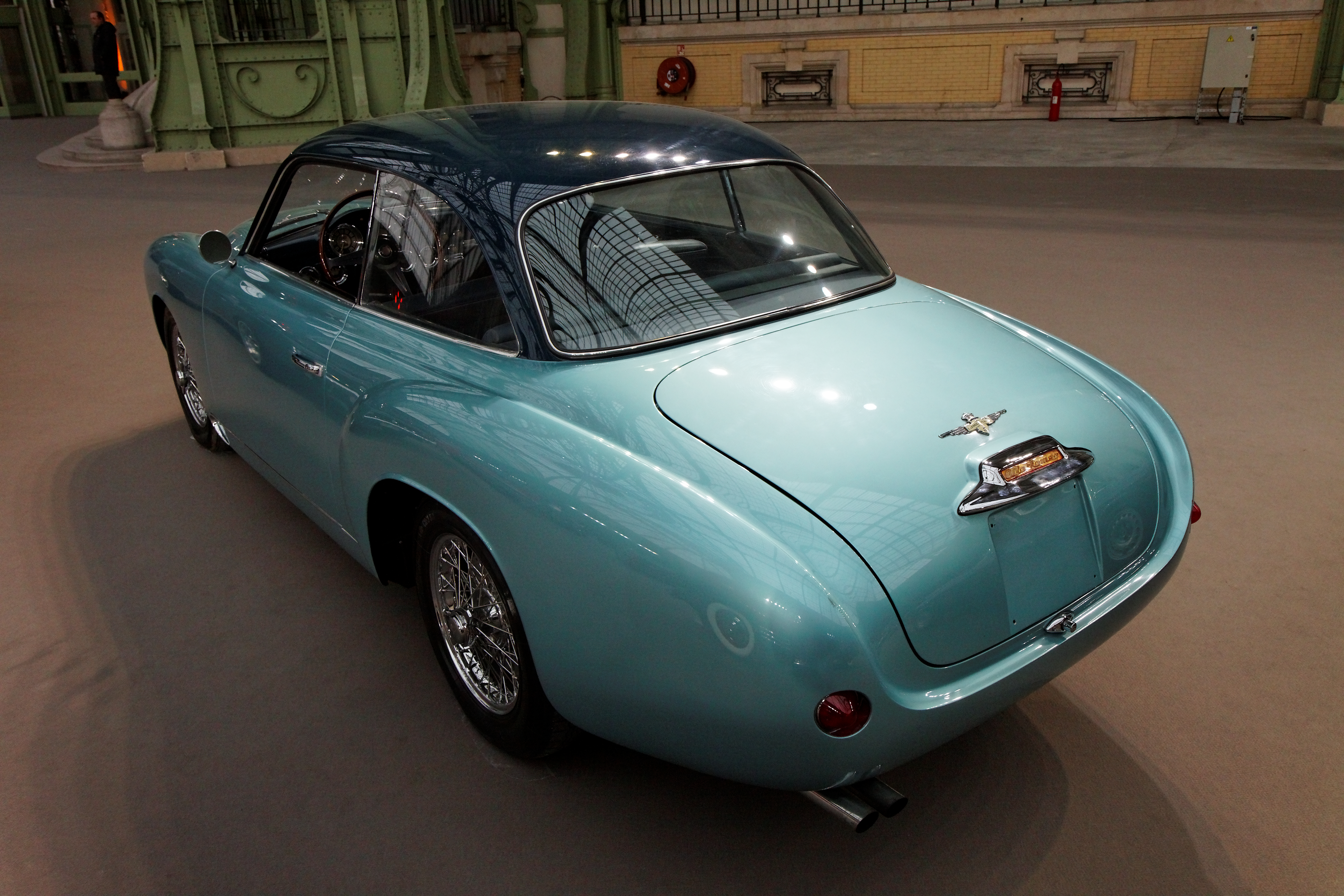
Exposición de los 110 Años del Automóvil en el Grand Palais - 1900C Serie 2 Sprint Cupé - 1954-008

Carrozzeria Zagato construyó una pequeña serie de cupés con la designación no oficial de 1900 SSZ, diseñados para competir con una carrocería aerodinámica de aluminio liviano y el techo de doble burbuja característico de Zagato.
Las realizaciones especiales únicas fueron numerosas, desde la famosa serie Bertone BAT de estudios aerodinámicos, hasta un sorprendente modelo inspirado en la ciencia ficción, como el Astral espíder diseñado por Carrozzeria Boneschi para Rafael Trujillo, el dictador de la República Dominicana. También había una barchetta fabricada por Ghia-Aigle en Lugano, Suiza, diseñada por Giovanni Michelotti a pedido de un rico italiano que tenía dos pasiones: los botes 'Riva' y una mujer, su amante. El automóvil. no tiene puertas ni limpiaparabrisas.

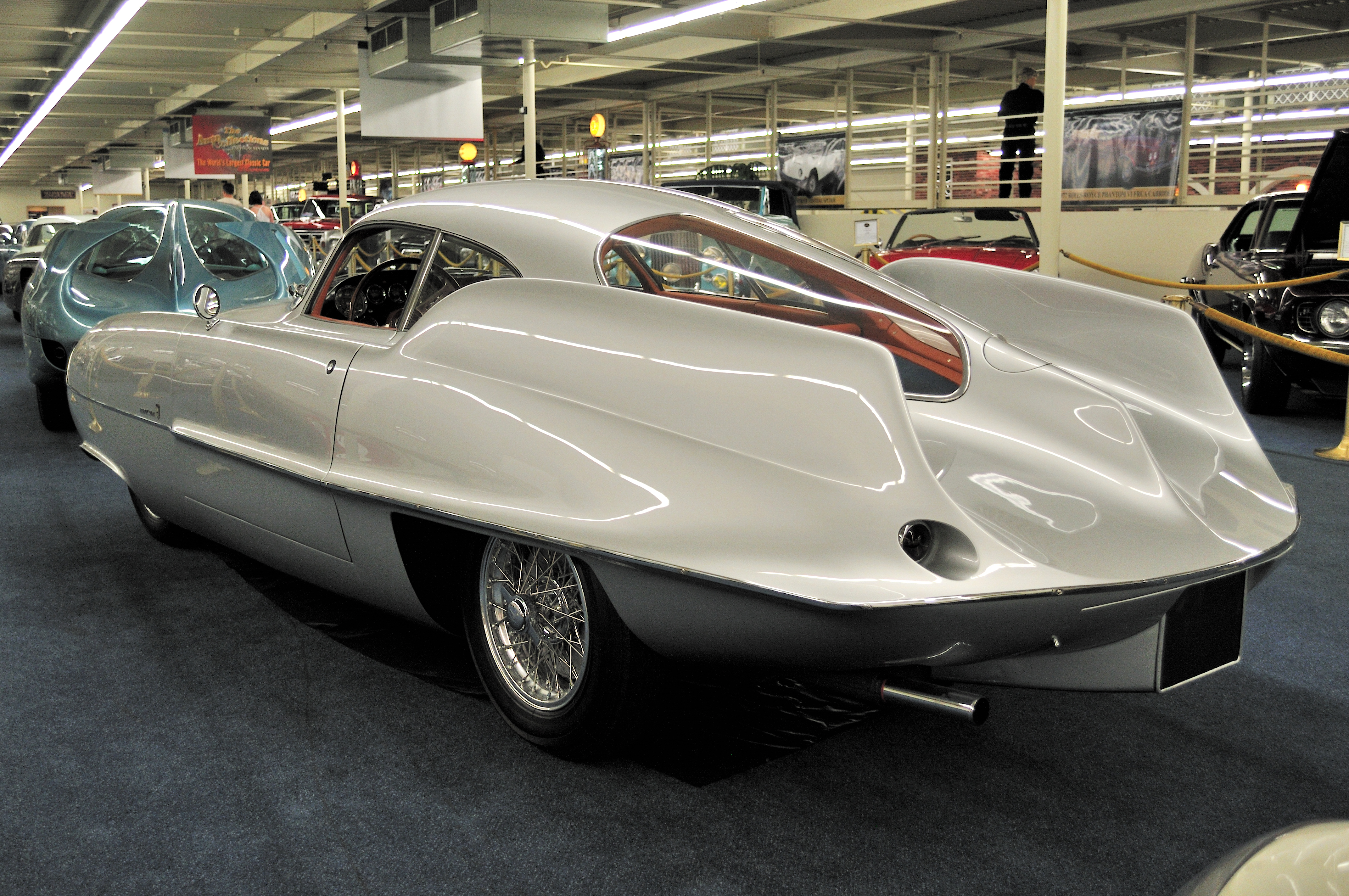
1955 BAT 9

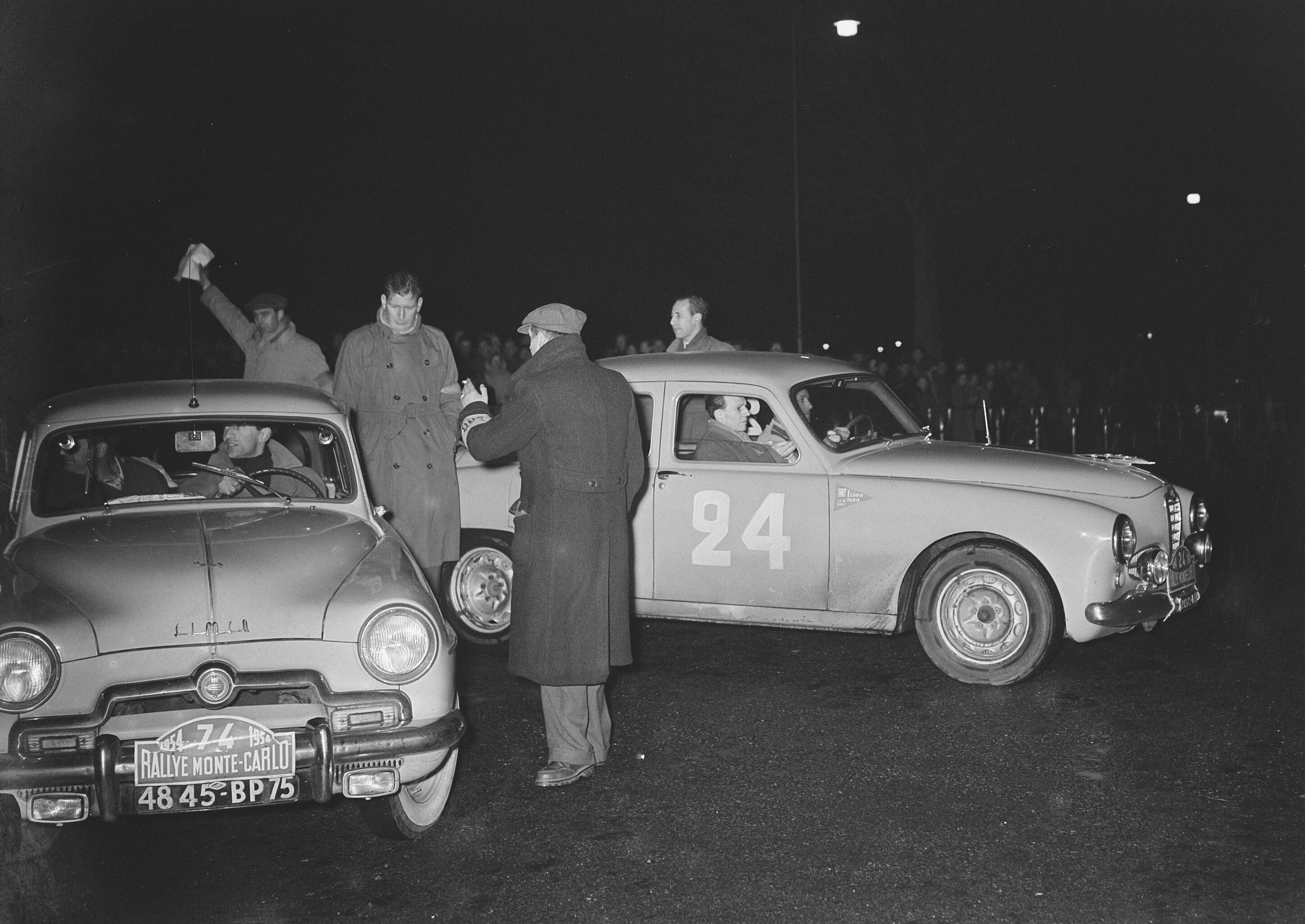
El n° 74 en el Rally de Montecarlo de 1954 fue un Simca Aronde (matrícula francesa "48 45 BP 75") presentado por De Kluguenau y Mathieu. La entrada nº 24 (a la derecha) es un Alfa Romeo 1900 inscrito por Georges Houel y Quinlin Julio, que terminó décimo.

A continuación se muestra una lista ordenable de Alfa Romeo 1900 fabricados por carroceros.
| Año     | Carrocero           | Modelo                                 | Unidades                  |
| ------- | ------------------- | -------------------------------------- | ------------------------- |
| 1951    | Touring             | Sprint 2+2.                            | unas 800                  |
| –       | Pininfarina         | 4 asientos Cupé                        | 1                         |
| 1952    | Zagato              | SSZ                                    | 39                        |
| 1957    | Zagato              | SSZ Spyder                             | 2                         |
| 1953    | Touring             | Corto Gara                             | 11 (incluidos 3 Stradale) |
| 1955    | Touring             | "tipo 55" cupé 2 asientos.             | 1                         |
| 1955    | Touring             | "tipo 55" cabriolet 2 asientos.        | 1                         |
| 1956    | Touring             | "1966 Series" Super Sprint 2 asientos. | –                         |
| 1957    | Touring             | "1966 Series" Cabriolet 2+2            | 1                         |
| 1952    | Pininfarina         | Cabriolet                              | 88                        |
| 1952    | Pininfarina         | Coupé                                  | 100                       |
| 1953    | Pininfarina         | Coupé                                  | 1                         |
| 1952    | Pininfarina         | TI Coupé                               | 1-2                       |
| 1953    | Boneschi            | Astral espíder                         | 2                         |
| 1955    | Boano               | Primavera Cupé                         | –                         |
| 1955    | Boano               | SS Cupé                                | –                         |
| –       | Boano               | Cupé Tipo3                             | 1                         |
| 1952    | Colli               | Cupé                                   | –                         |
| 1952    | Stabilimenti Farina | Victoria Cabriolet                     | 48                        |
| 1952    | Boneschi            | Cupé                                   | –                         |
| 1953    | Ghia                | C cupé                                 | –                         |
| 1953    | Ghia                | SS cupé                                | 1                         |
| 1954-55 | Ghia                | 1900C Cupé Special                     | 10                        |
| 1955    | Ghia-Aigle          | Cabriolet (I)                          | 1                         |
| 1955    | Ghia-Aigle          | Cabriolet (II)                         | 1                         |
| 1956    | Ghia-Aigle          | Cupé                                   | –                         |
| 1956    | Ghia-Aigle          | Barchetta "Spider Razza"               | 1                         |
| 1957    | Ghia-Aigle          | SS Cabriolet                           | –                         |
| 1957-59 | Ghia-Aigle          | Cupé Lugano                            | –                         |
| 1958    | Ghia-Aigle          | SS Cabriolet                           | –                         |
| 1958    | Ghia-Aigle          | SS Cupé                                | –                         |
| 1953    | Bertone             | BAT 5                                  | 1                         |
| 1954    | Bertone             | BAT 7                                  | 1                         |
| 1955    | Bertone             | BAT 9                                  | 1                         |
| –       | Bertone             | Coupé                                  | –                         |
| 1955    | Worblaufen          | SS Cabriolet                           | –                         |
| 1953    | Vignale             | "La Fleche" Spider                     | 1                         |
| 1953    | Vignale             | SS Cupé                                | -                         |

### Alfa Romeo 1900 Sport Spider de 1954

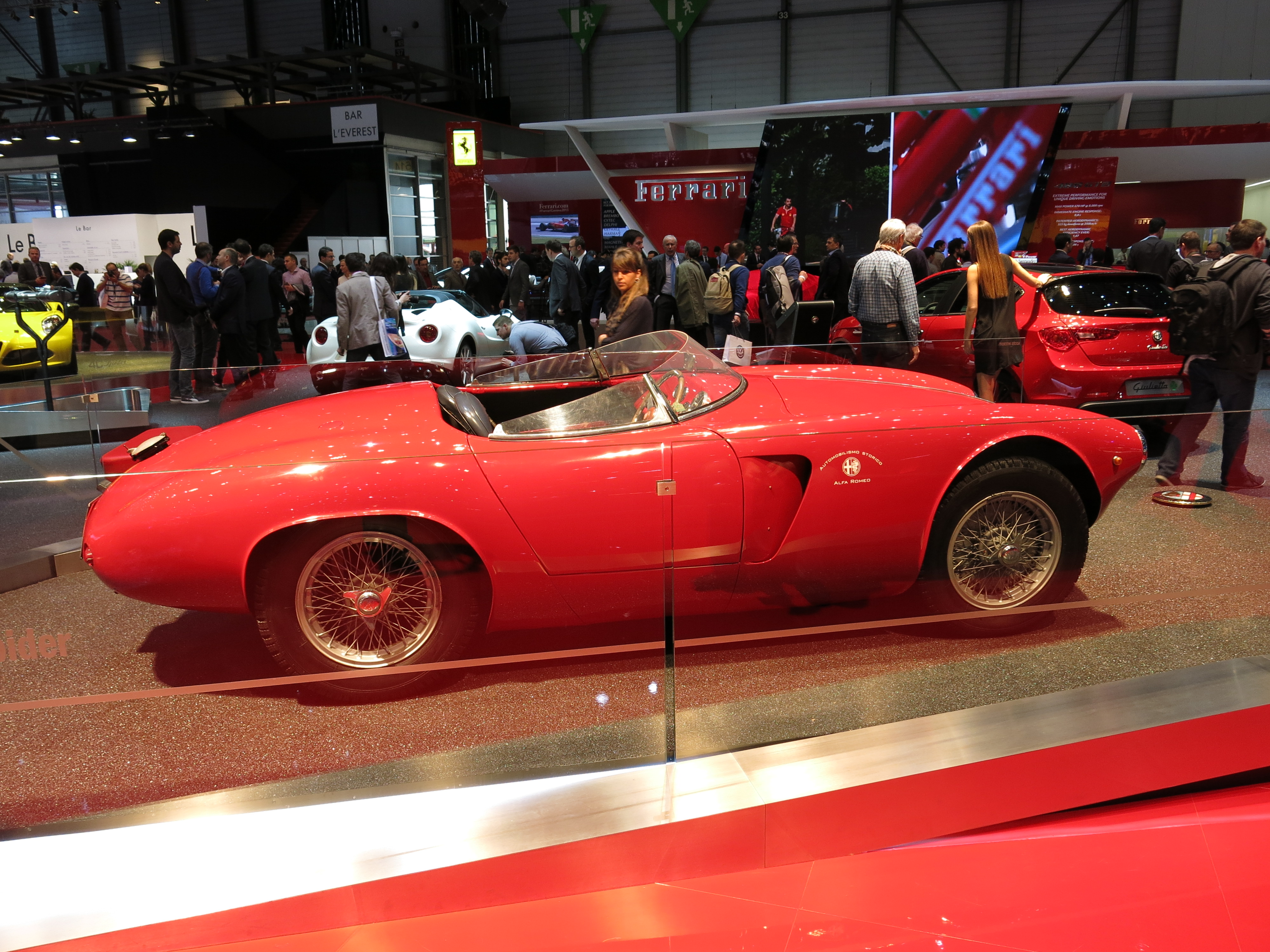
1900 Sport Spider en el Salón del Automóvil de Ginebra 2015

En 1954, Alfa Romeo fabricó dos espíder y dos cupés utilizando chasis similares al C52 Disco Volante. En Bertone, Franco Scaglione modeló dos carrocerías de aluminio únicas, un cupé y un espíder. El cupé fue conocido como 2000 Sportiva. Pesaba 2000 libras (907 kg) y tenía una potencia de 138 caballos (140 CV) . La aceleración era similar a la de la mayoría de los modelos exclusivos contemporáneos y su velocidad máxima era de alrededor de 137 mph (220,5 km/h).

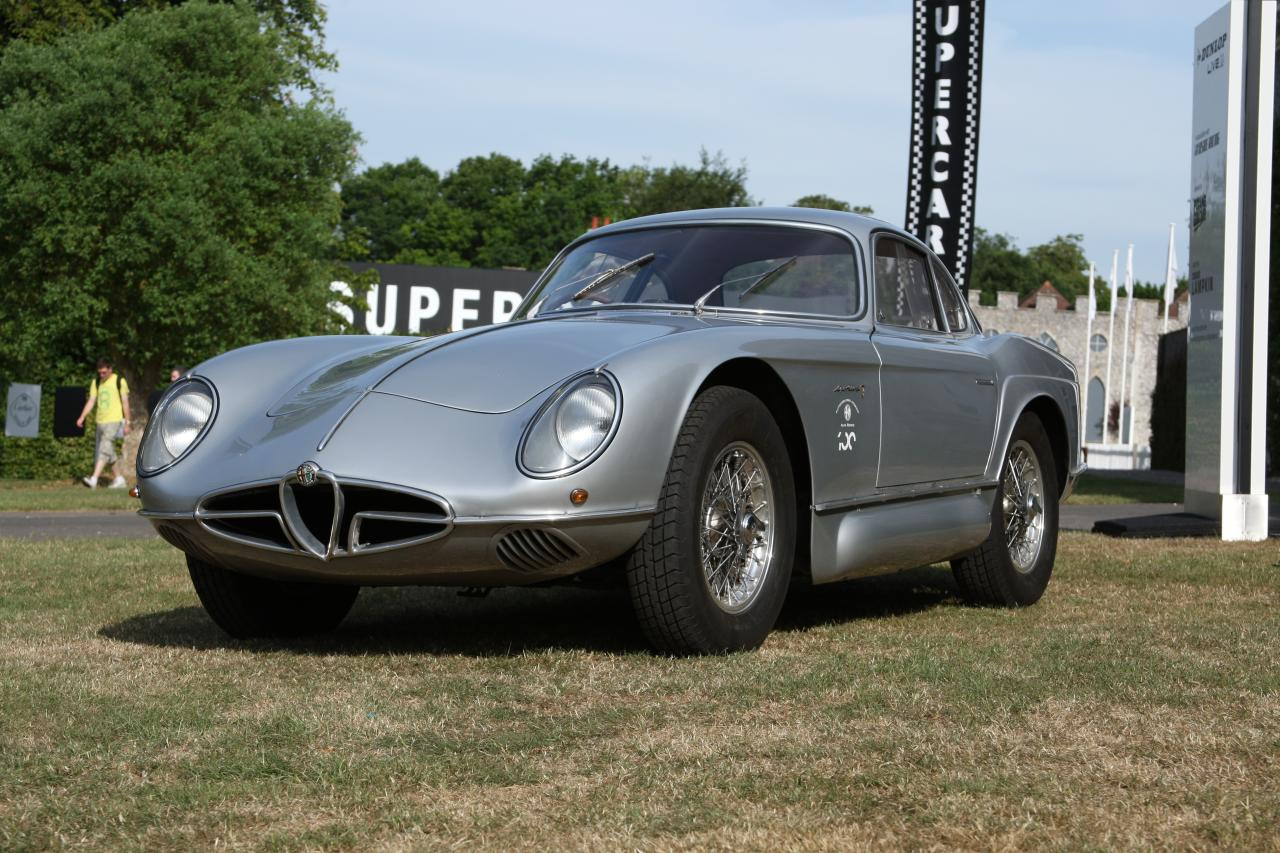
Alfa Romeo 2000 Sportiva Goodwood

## Motores
| Modelo   | Cilindrada | Potencia            | Velocidad máxima                            |
| -------- | ---------- | ------------------- | ------------------------------------------- |
| 1900     | 1,884 cc   | 80-90 HP (81-91 CV) | 103 mph (165,8 km/h) - 106 mph (170,6 km/h) |
| TI       | 1,884 cc   | 100 HP (101 CV)     | 170 km/h (106 mph)                          |
| Super    | 1.975 cc   | 90 HP (91 CV)       | 160 km/h (99,4 mph)                         |
| TI Super | 1.975 cc   | 115 HP (117 CV)     | 112 mph (180,2 km/h)                        |

## IKA Bergantín
Industrias Kaiser Argentina produjo entre los años 1960 y 1962 un automóvil llamado IKA Bergantín en Argentina. La carrocería y la suspensión eran del 1900 Berlina y los motores eran de la línea Willys, el 4-L 151 plg³ (2,5 L) y el 6-L 226 plg³ (3,7 L).

## Galería de modelos

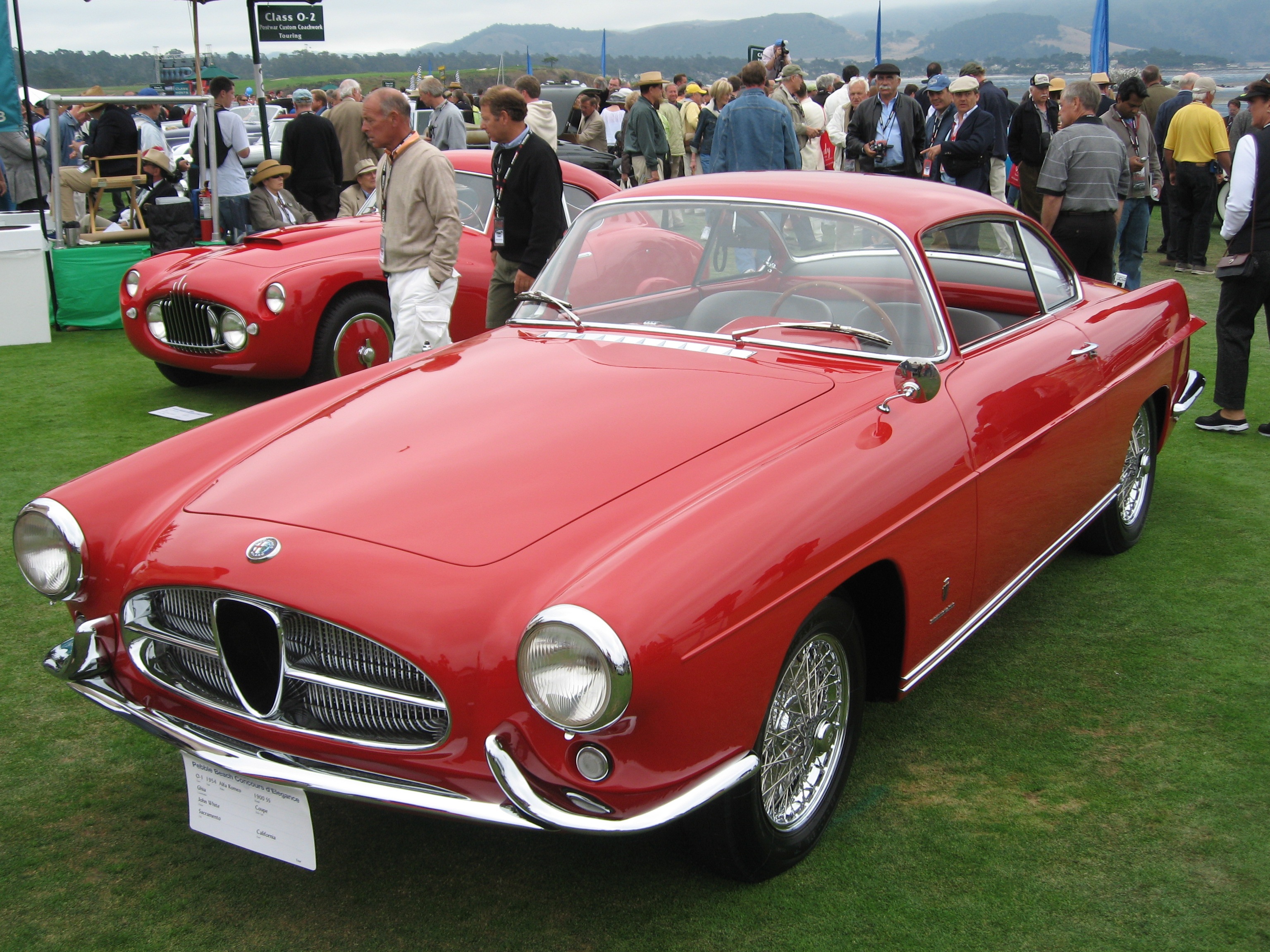
1900 SS Ghia (1954)
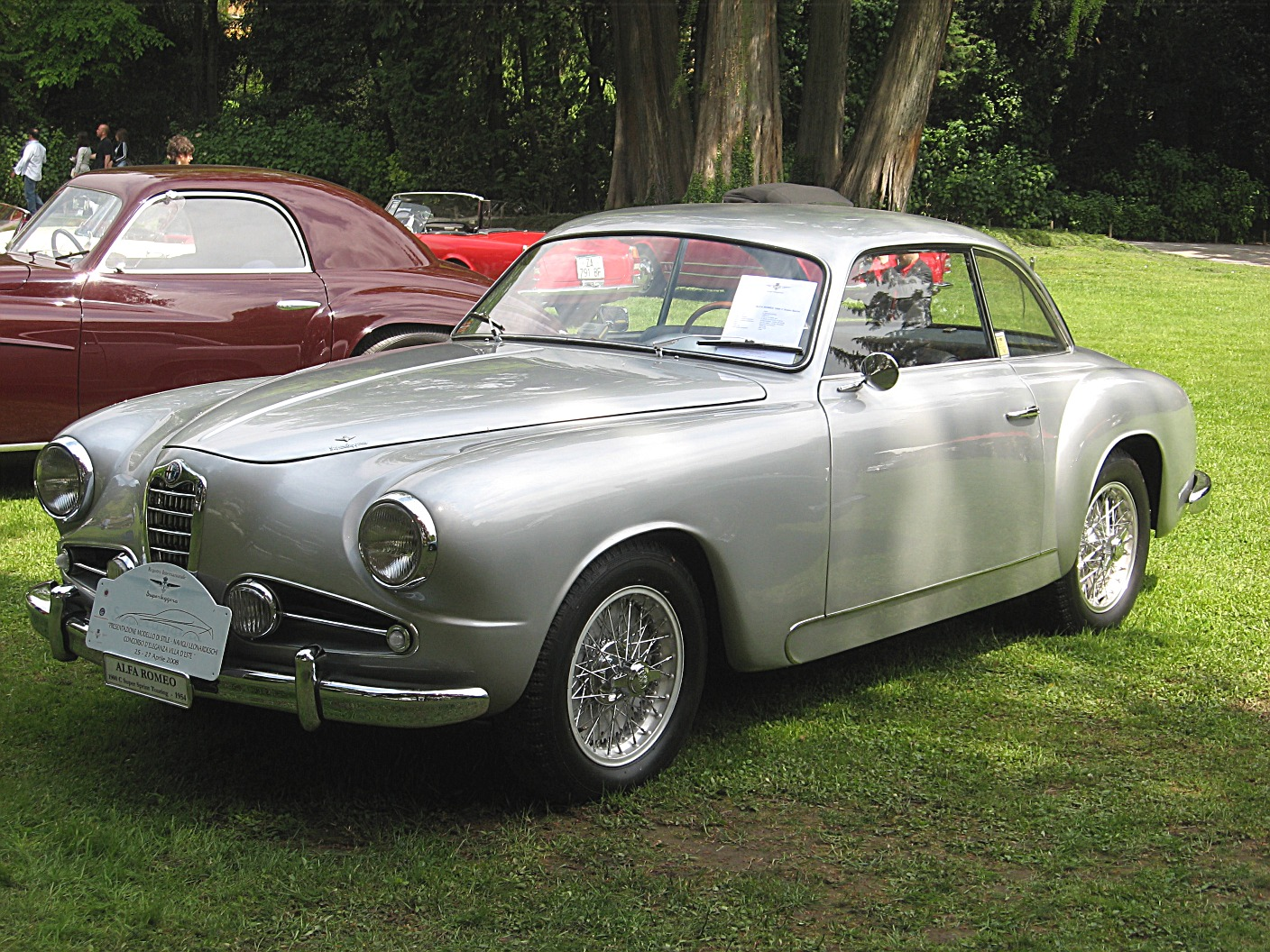
1900 C Super Sprint Touring (1954)
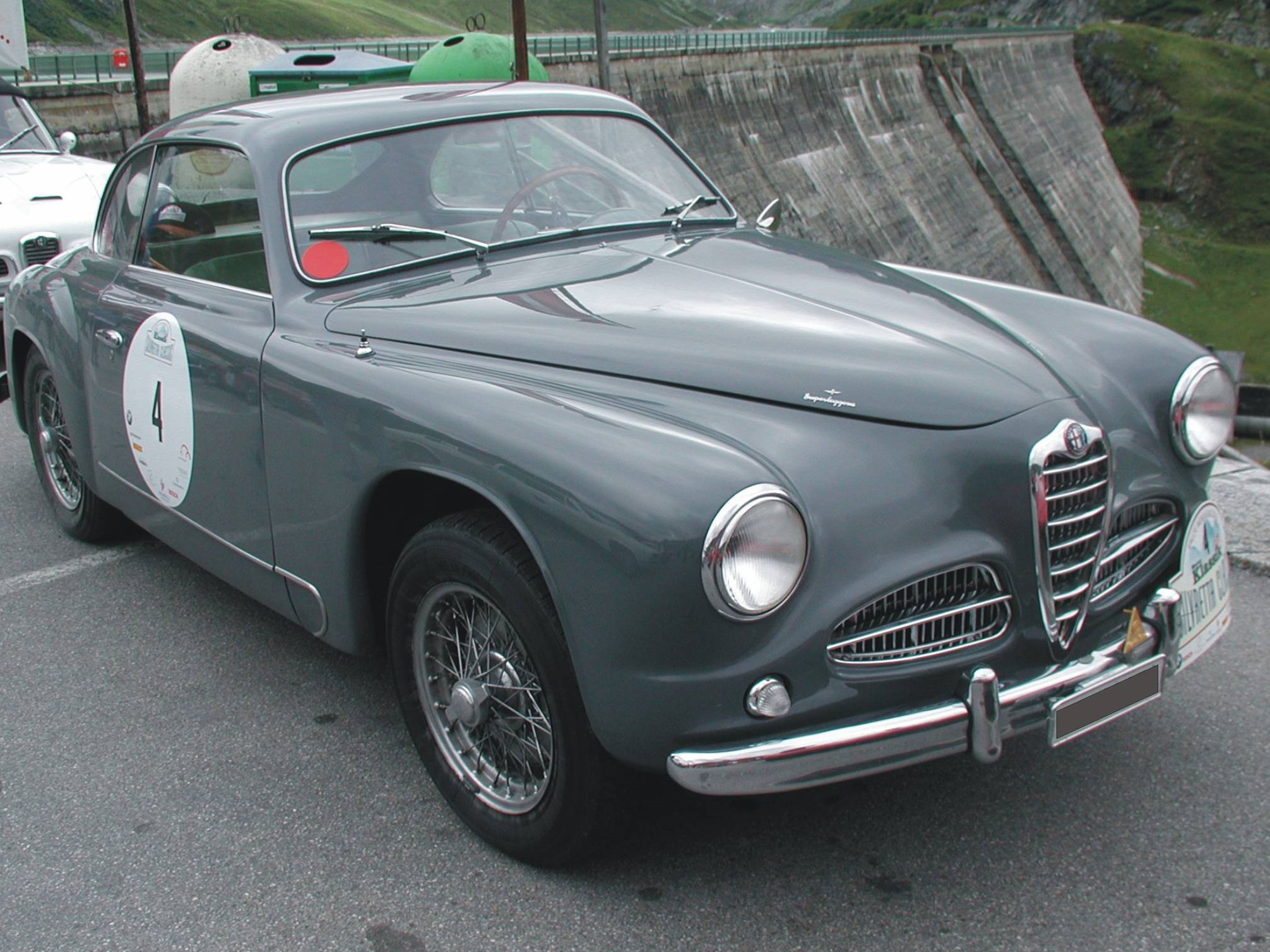
1900 C Sprint Touring Superleggera
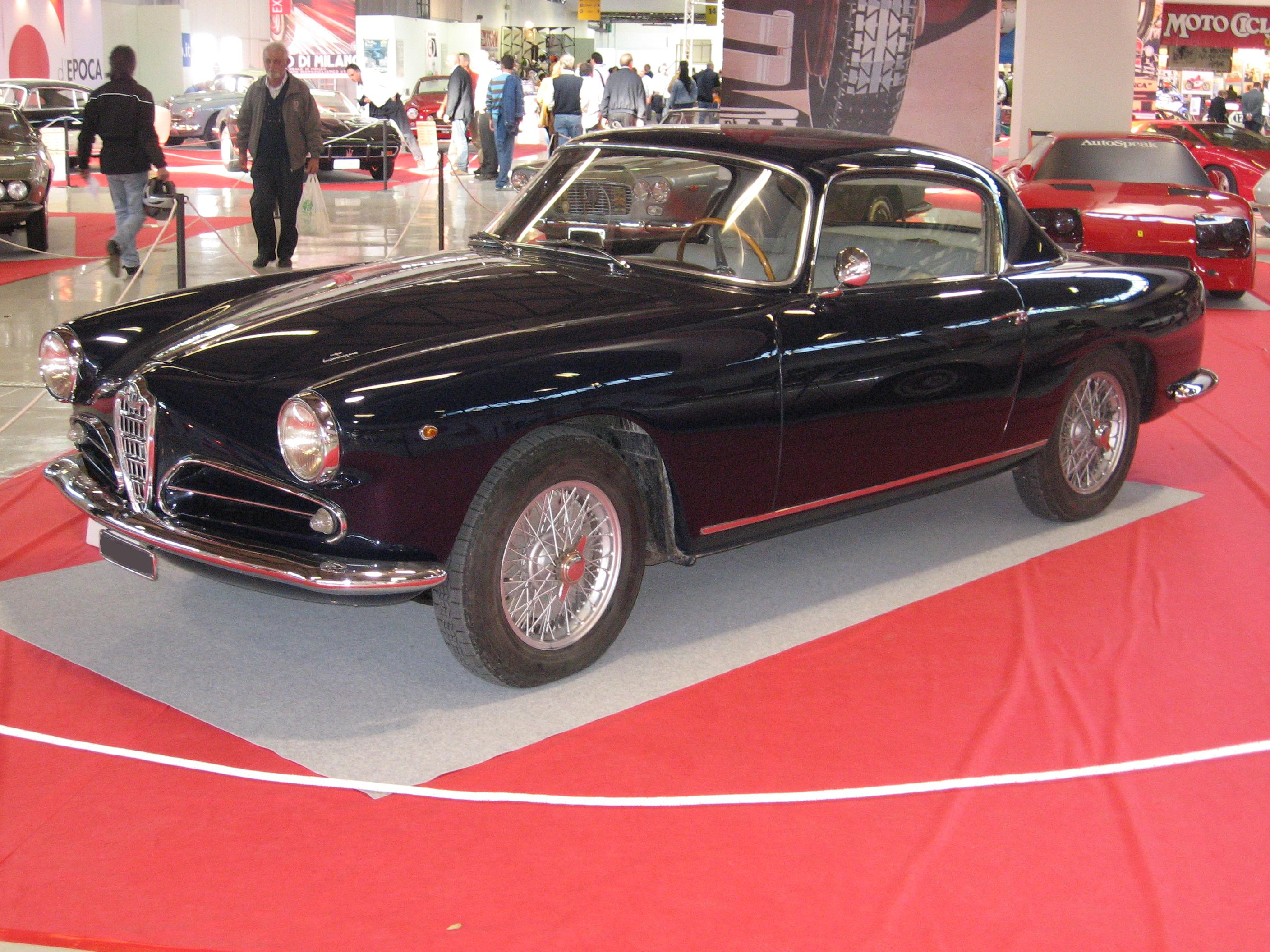
1900 Super Sprint
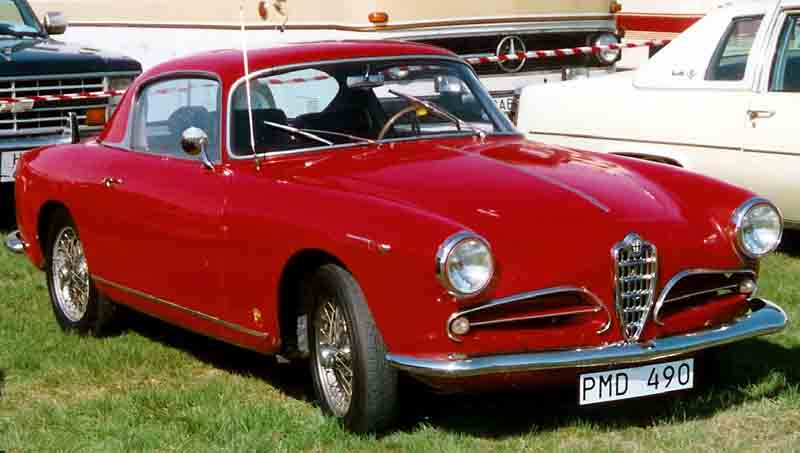
1900C súper (1956)
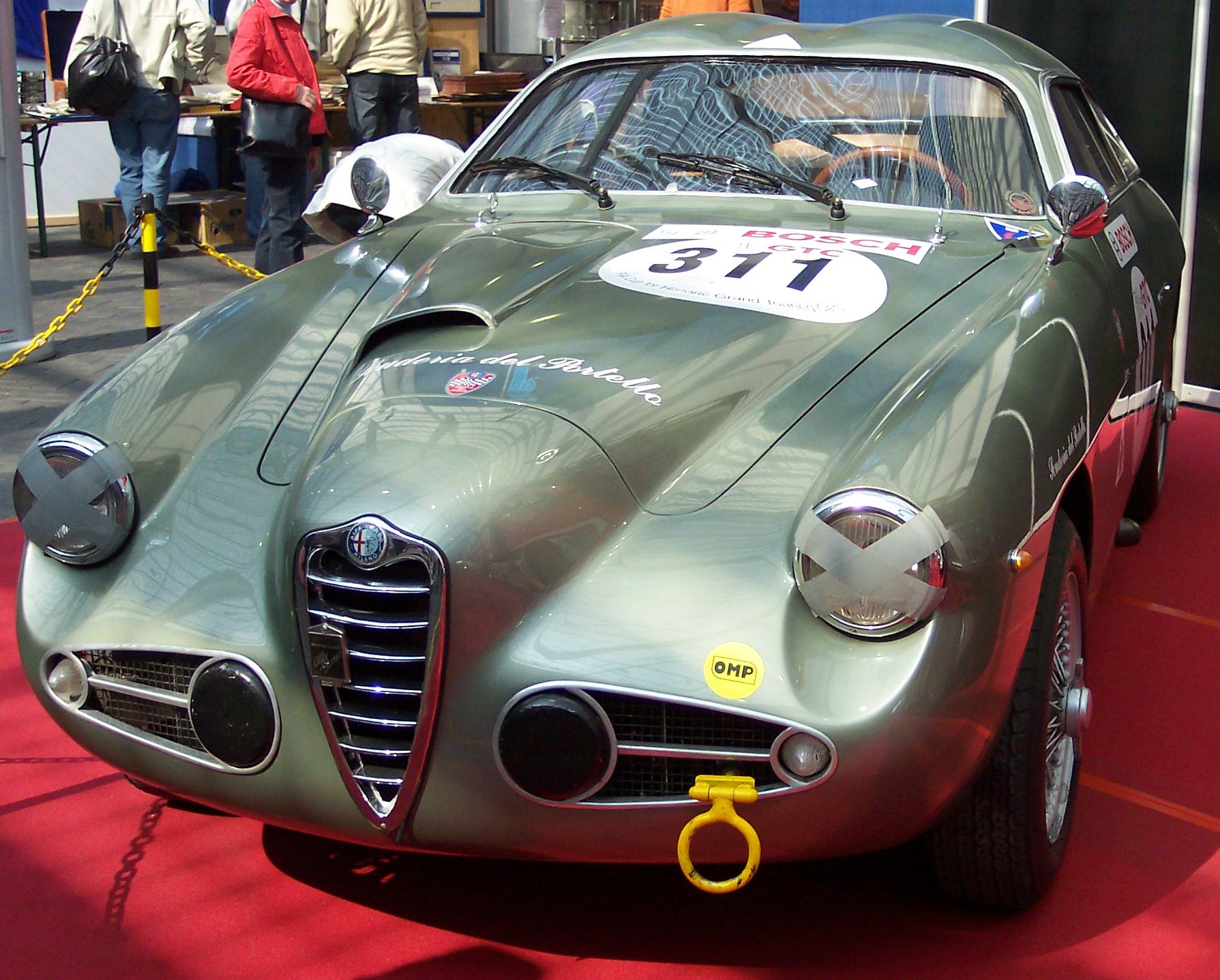
1900 CSS Zagato
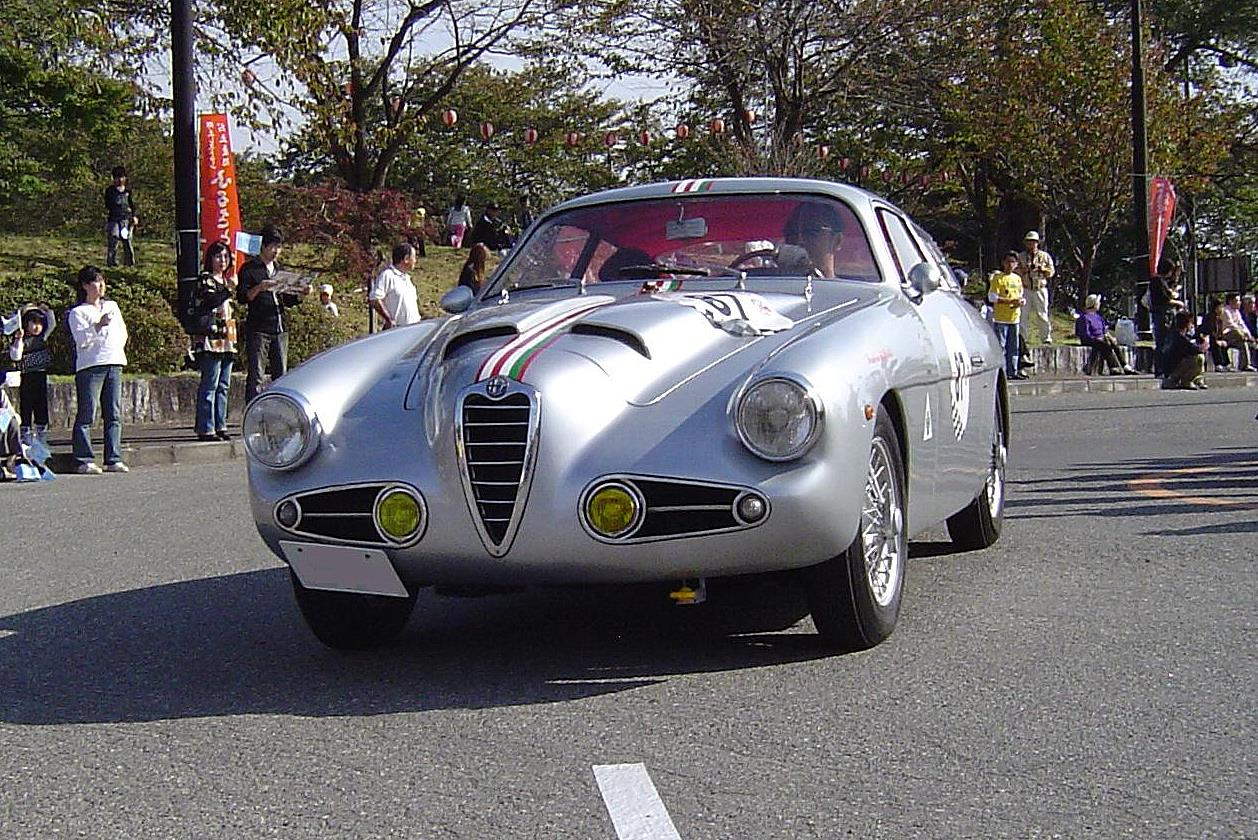
1900 SS Zagato
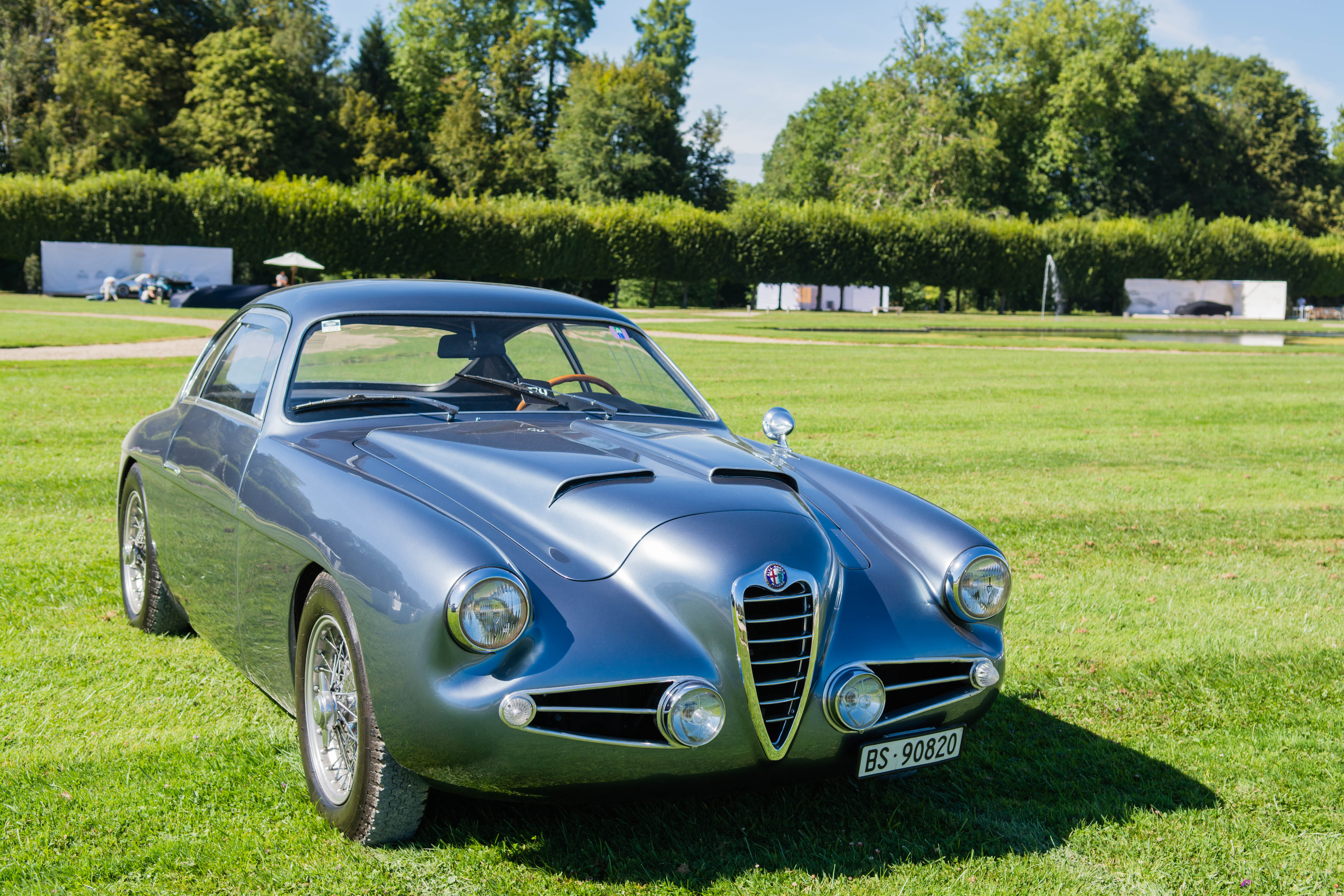
1900 SS Zagato
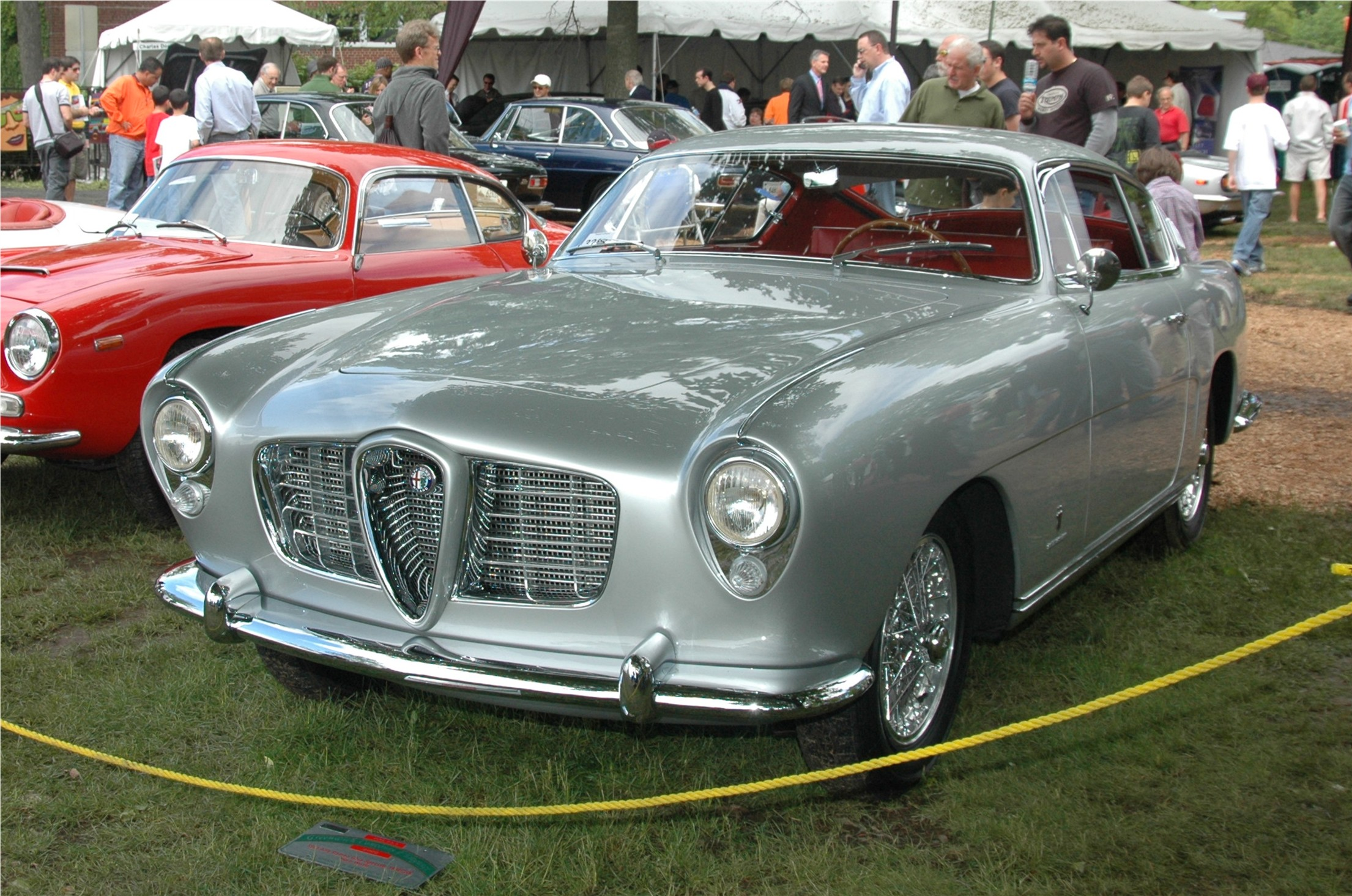
Ghia Speciale 1900 CSS
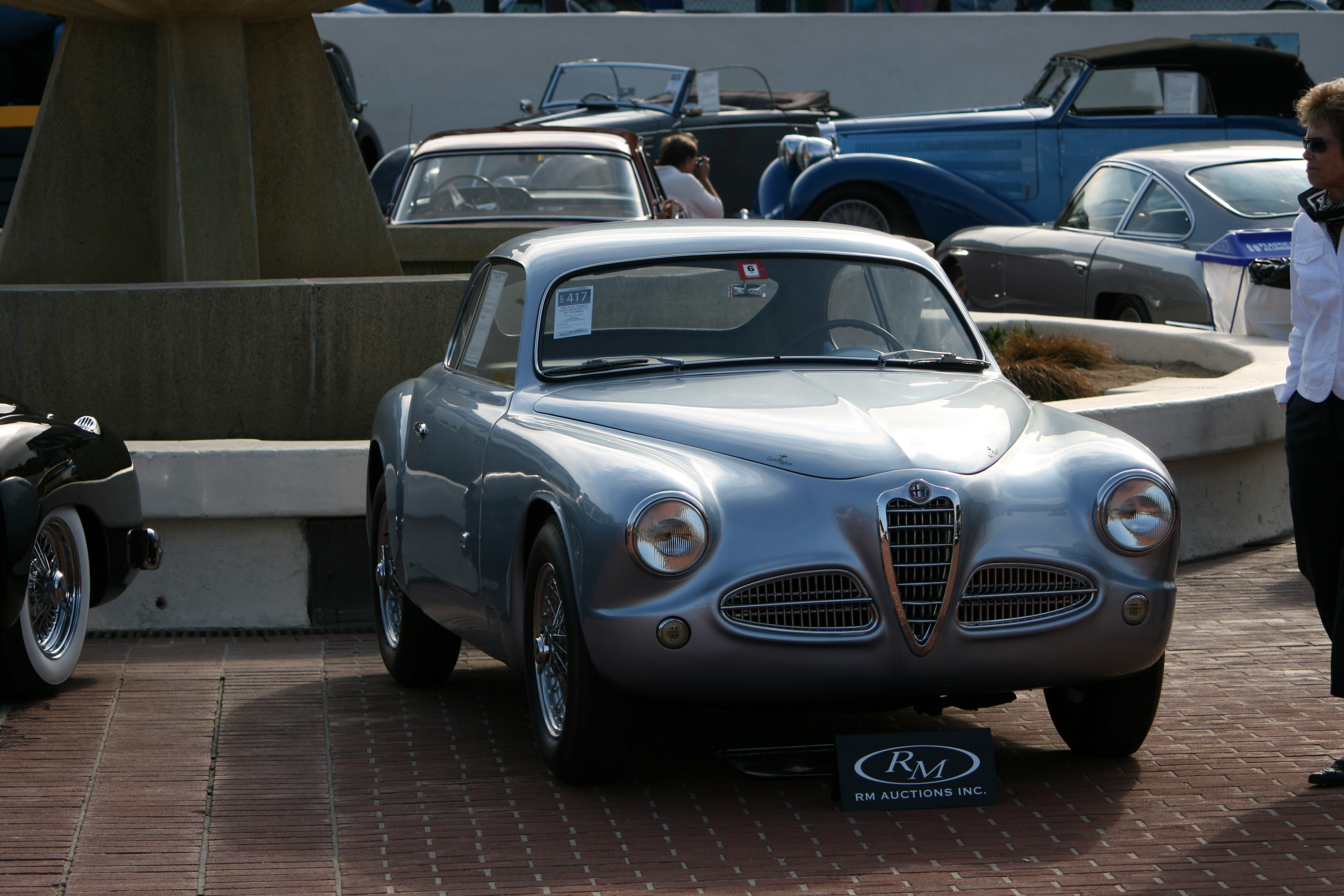
1900C Berlinetta Touring Superleggera (1952)
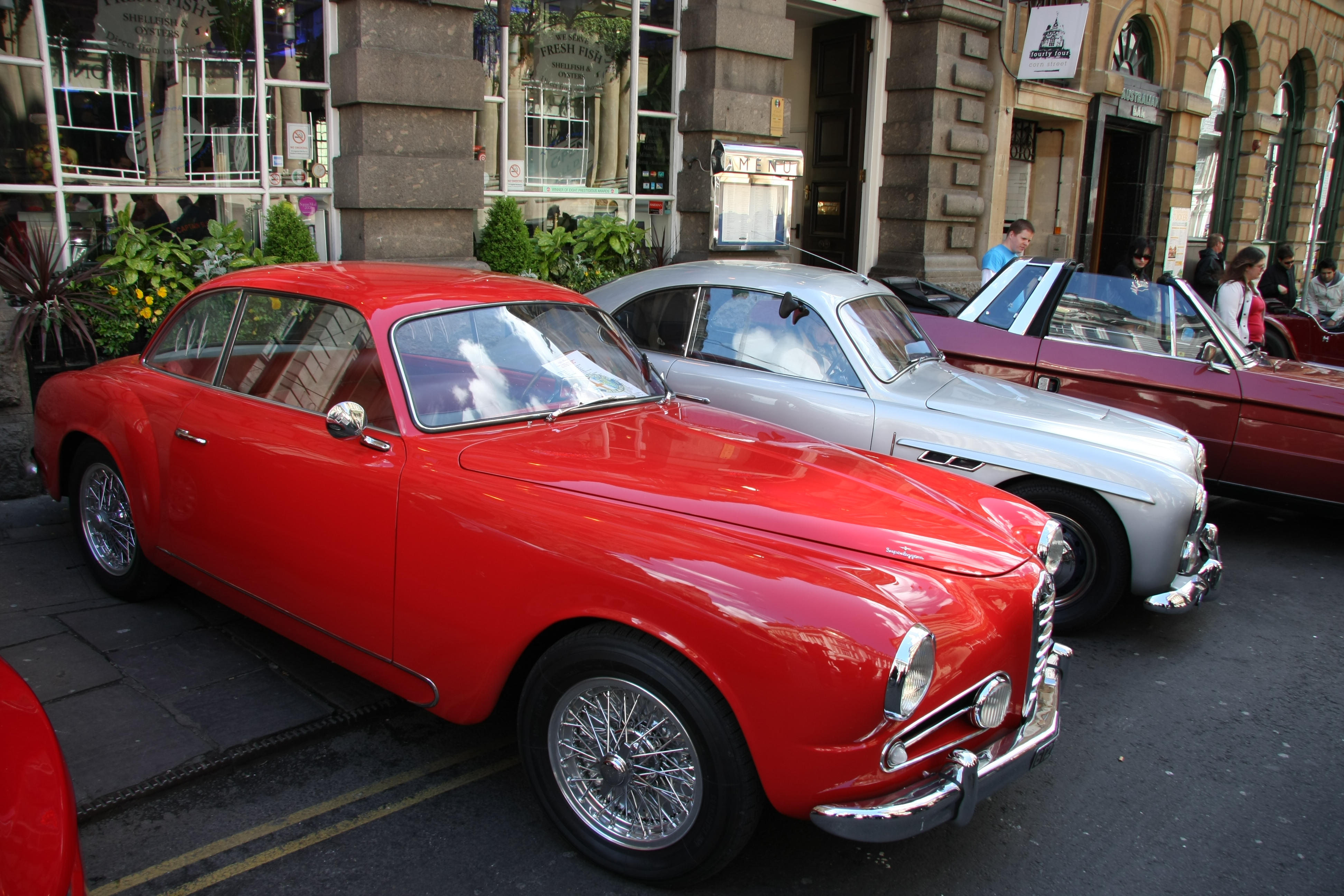
1900C gira 1954
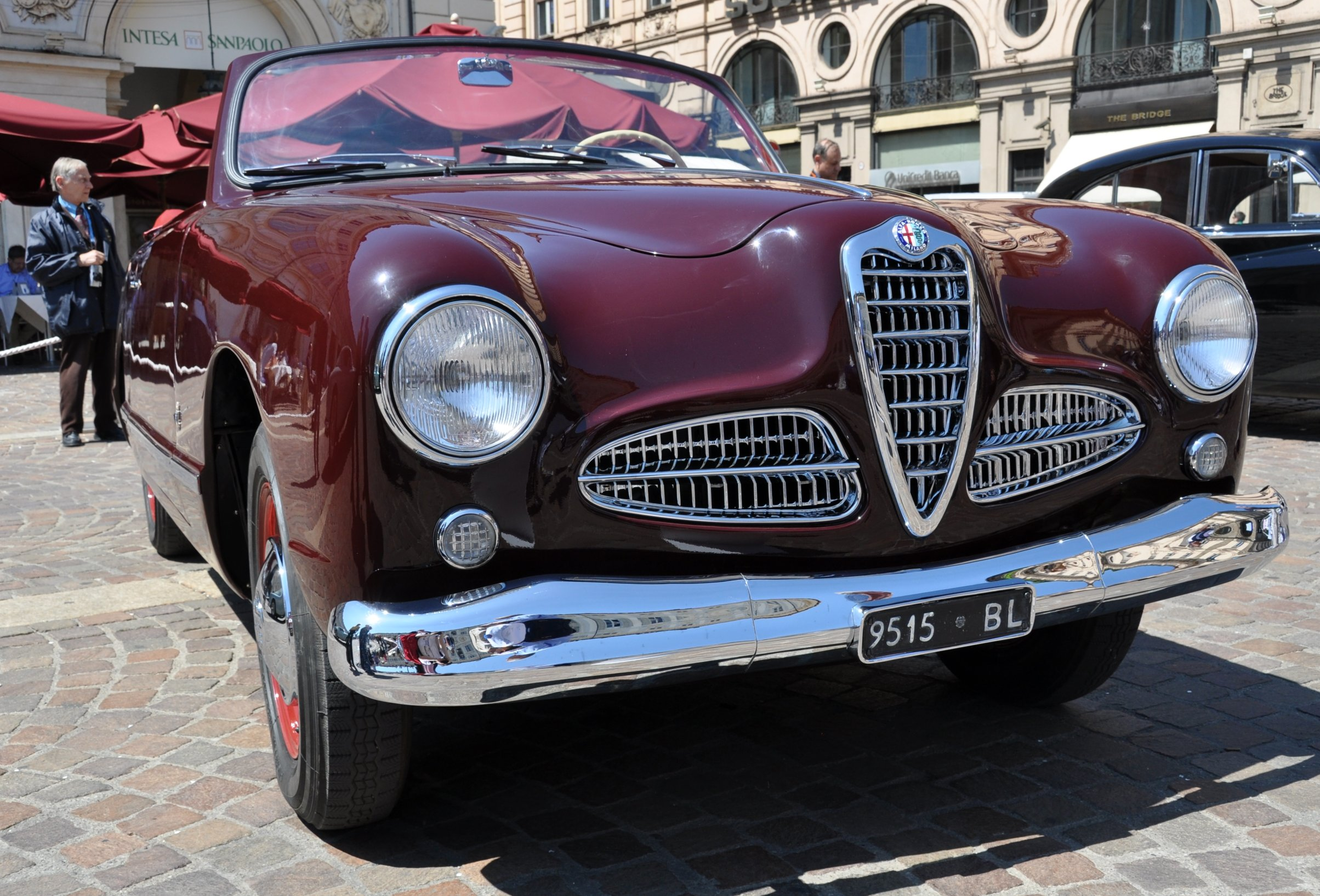
1900 L Victoria Cabriolet 1952 Stabilimenti Farina
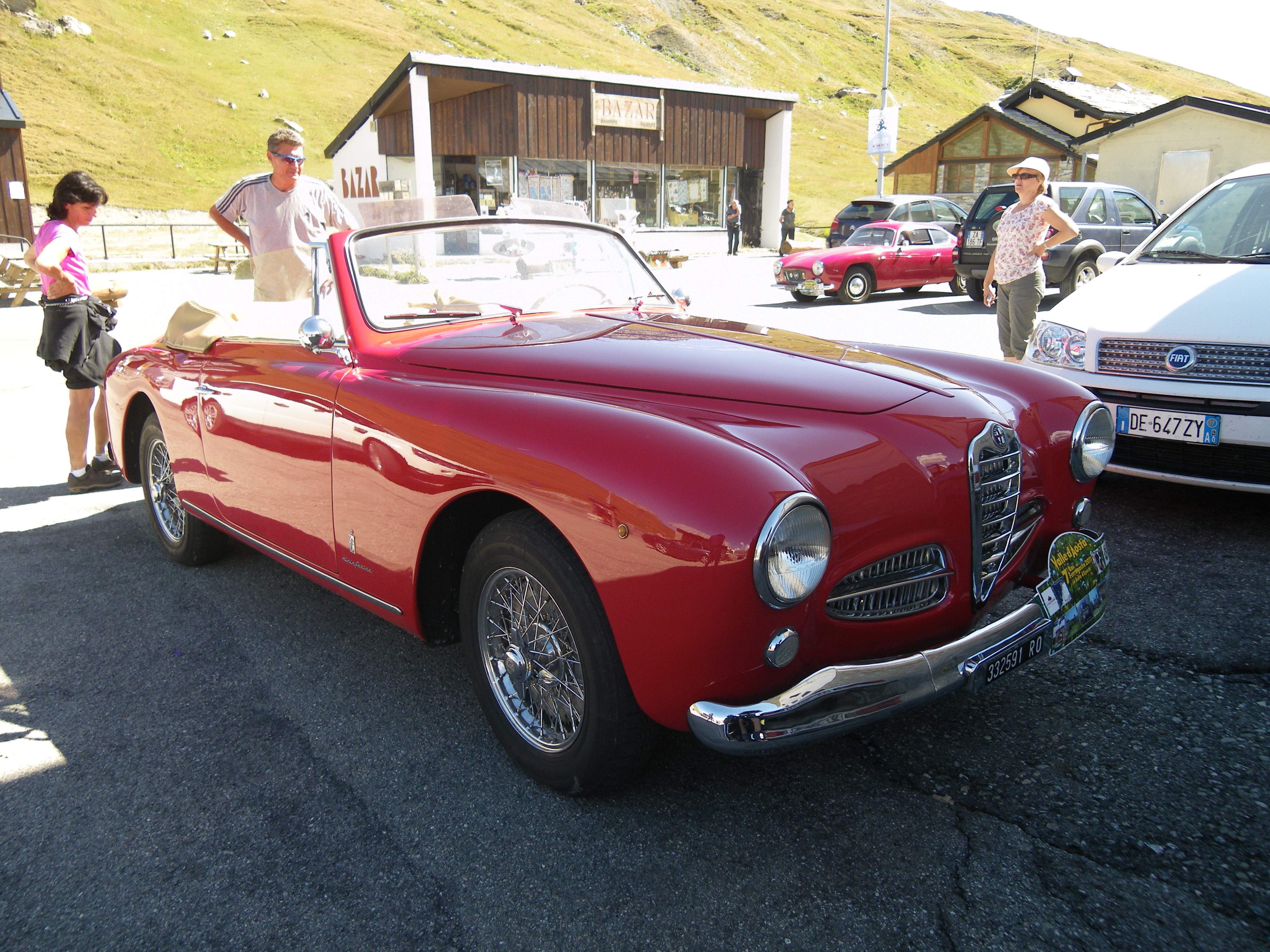
1900 Sprint Cabriolet Pininfarina (1953)
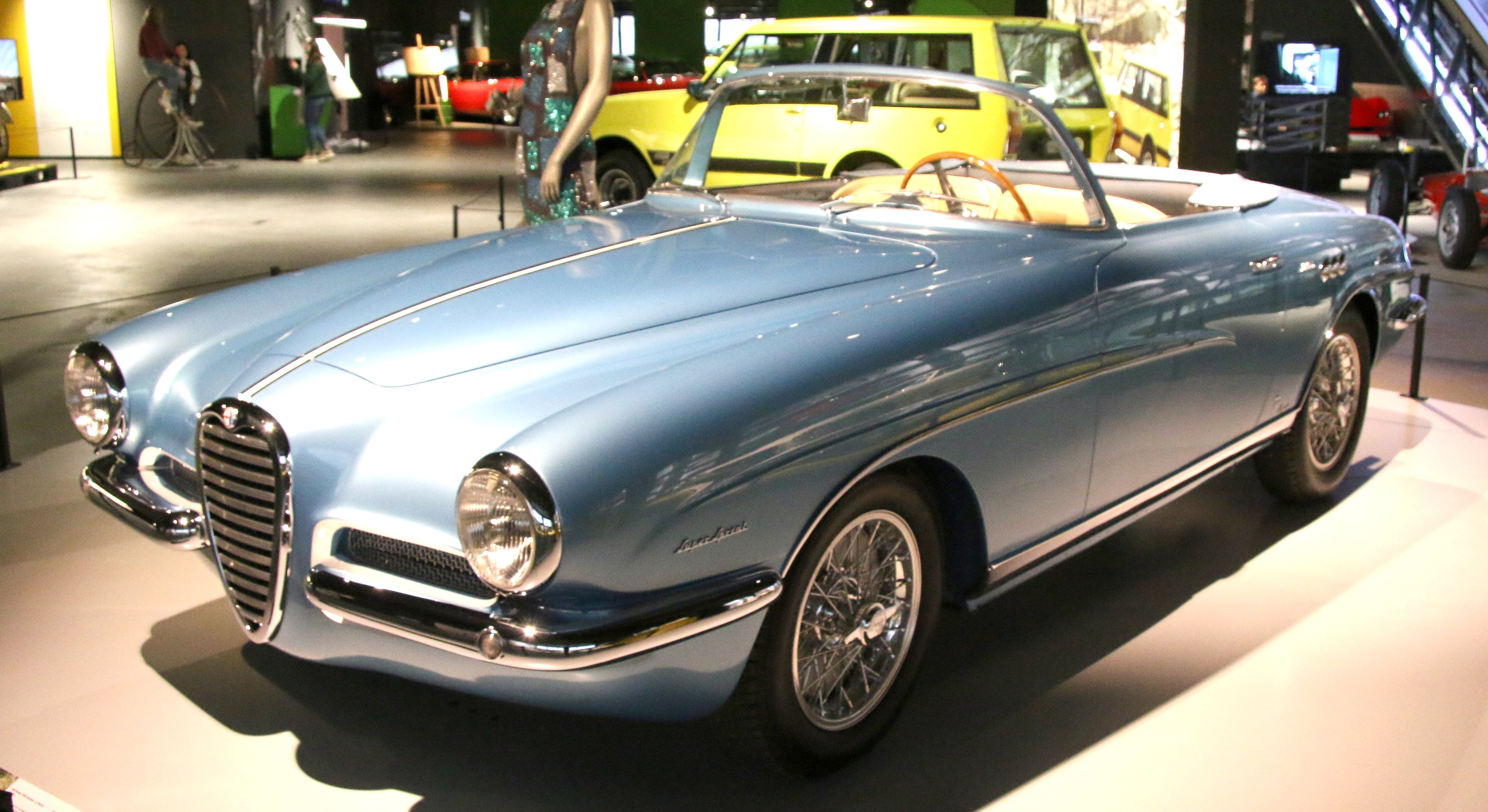
1900C SS Cabriolet La Fleche Vignale